# Ciclisme als Jocs Olímpics d'estiu de 1920 - Persecució per equips
La persecució per equips masculina fou una de les quatre proves del programa olímpic de ciclisme en pista dels Jocs Olímpics d'Anvers de 1920. La competició es va disputar entre el 9 i el 10 d'agost de 1920, amb la presència de 32 ciclistes procedents de 8 nacions.

## Medallistes
| Or                                                                   | Plata                                                             | Bronze                                                             |
| ItàliaPrimo Magnani Arnaldo Carli Ruggerio Ferrario Franco Giorgetti | Regne UnitAlbert White Cyril Alden Horace Johnson William Stewart | Sud-àfricaJames Walker Sammy Goosen Henry Kaltenbrun William Smith |

## Resultats

### Quarts de final
Sèrie 1
| Posició | Ciclistes                                                                | Temps  | Qual. |
| ------- | ------------------------------------------------------------------------ | ------ | ----- |
| 1       | Itàlia, Arnaldo Carli, Ruggero Ferrario, Franco Giorgetti, Primo Magnani | 6:20.0 | Q     |
| 2       | França, Enguerrand, Henri Habent, Courder, Lucien Faucheux               |        |       |

Sèrie 2
| Posició | Ciclistes                                                                            | Temps  | Qual. |
| ------- | ------------------------------------------------------------------------------------ | ------ | ----- |
| 1       | Bèlgica, Jean Janssens, Albert De Bunné, Charles Van Doorselaer, Gustave De Schryver | 6:18.4 | Q     |
| 2       | Estats Units, Christopher Dotterweich, Anthony Young, Willie Beck, Fred Taylor       |        |       |

Sèrie 3
| Posició | Ciclistes                                                                  | Temps  | Qual. |
| ------- | -------------------------------------------------------------------------- | ------ | ----- |
| 1       | Regne Unit, Cyril Alden, Horace Johnson, William Stewart, Albert White     | 5:23.8 | Q     |
| 2       | Països Baixos, Maurice Peeters, Frans de Vreng, Pieter Beets, Piet Ikelaar |        |       |

Sèrie 4
| Posició | Ciclistes                                                                 | Temps  | Qual. |
| ------- | ------------------------------------------------------------------------- | ------ | ----- |
| 1       | Sud-àfrica, Sammy Goosen, Henry Kaltenbrun, William Smith, James Walker   | 5:21.0 | Q     |
| 2       | Canadà, Herbert McDonald, Harold Bounsall, Norman Webster, William Taylor |        |       |

### Semifinals
Semifinal 1
| Posició | Ciclistes                                                                            | Temps  | Qual. |
| ------- | ------------------------------------------------------------------------------------ | ------ | ----- |
| 1       | Regne Unit, Cyril Alden, Horace Johnson, William Stewart, Albert White               | 5:14.0 | Q     |
| 2       | Bèlgica, Jean Janssens, Albert De Bunné, Charles Van Doorselaer, Gustave De Schryver | 5:20.2 |       |

Semifinal 2
| Posició | Ciclistes                                                                | Temps  | Qual. |
| ------- | ------------------------------------------------------------------------ | ------ | ----- |
| 1       | Itàlia, Arnaldo Carli, Ruggero Ferrario, Franco Giorgetti, Primo Magnani | 5:10.8 | Q     |
| 2       | Sud-àfrica, Sammy Goosen, Henry Kaltenbrun, William Smith, James Walker  | 5:17.8 |       |

### Final
Itàlia va guanyar la cursa després d'una protesta pels resultats de la final. No es va celebrar cap enfrontament per la tercera posició entre Sud-àfrica i Bèlgica, ja que es van fer servir els temps de les semifinals per determinar les posicions finals.
| Posició | Ciclistes                                                                | Temps  |
| ------- | ------------------------------------------------------------------------ | ------ |
| 1       | Itàlia, Arnaldo Carli, Ruggero Ferrario, Franco Giorgetti, Primo Magnani | 5:14.2 |
| 2       | Regne Unit, Cyril Alden, Horace Johnson, William Stewart, Albert White   | 5:13.8 |